# Indian Juniors
Das Indian Juniors (auch Indian Junior International genannt) ist im Badminton die offene internationale Meisterschaft von Indien für Junioren und damit das bedeutendste internationale Juniorenturnier in Indien. Austragungen sind seit 2011 dokumentiert. Die Titelkämpfe werden in Pune ausgetragen. Das BWF-Level ist Junior International Grand Prix. Nach zwei Jahren Corona-Pause wurde im Jahr 2022 sowohl ein Junior International Grand Prix in Pune als auch eine Junior International Series in Hyderabad ausgetragen.

## Sieger
| Saison    | Herreneinzel                   | Dameneinzel                | Herrendoppel                                   | Damendoppel                                          | Mixed                                          |
| --------- | ------------------------------ | -------------------------- | ---------------------------------------------- | ---------------------------------------------------- | ---------------------------------------------- |
| 2011      | Srikanth Kidambi               | P. V. Sindhu               | Srikanth Kidambi Hema Nagendra Babu Thandarang | Maneesha Kukkapalli P. V. Sindhu                     | -                                              |
| 2012      | Harsheel Dani                  | Ruthvika Shivani           | Arsia Isnanu Ardi Putra Hantoro                | Poorvisha Ram Ruthvika Shivani                       | Hema Nagendra Babu Thandarang J. Meghana       |
| 2013      | Aditya Joshi                   | Ruthvika Shivani           | Aditya Joshi Arun George                       | Maneesha Kukkapalli J. Meghana                       | Sanyam Shukla J. Meghana                       |
| 2014      | Kaushal Dharmamer              | Ruthvika Shivani           | M. R. Arjun Chirag Shetty                      | Harika Veludurthi Kuhoo Garg                         | M. R. Arjun Kuhoo Garg                         |
| 2015      | Lakshya Sen                    | Ruthvika Shivani           | Krishna Prasad Garaga Satwiksairaj Rankireddy  | Marsheilla Gischa Islami Rahmadhani Hasiyanti Putri  | Andika Ramadiansyah Mychelle Crhystine Bandaso |
| 2016      | Lakshya Sen                    | Natsuki Nidaira            | Hiroki Okamura Masayuki Onodera                | Sayaka Hobara Nami Matsuyama                         | Hiroki Okamura Nami Matsuyama                  |
| 2017      | Kunlavut Vitidsarn             | Pattarasuda Chaiwan        | Rehan Naufal Kusharjanto Rinov Rivaldy         | Kim Min-ji Seong Ah-yeong                            | Takuma Obayashi Natsu Saito                    |
| 2018      | Ikhsan Leonardo Imanuel Rumbay | Aakarshi Kashyap           | Leo Rolly Carnando Daniel Marthin              | Metya Inayah Cindiani Febby Valencia Dwijayanti Gani | Pramudya Kusumawardana Riyanto Ribka Sugiarto  |
| 2019      | Ong Ken Yon                    | Benyapa Aimsaard           | Ooi Jhy Dar Yap Roy King                       | Kaho Osawa Hinata Suzuki                             | Ratchapol Makkasasithorn Benyapa Aimsaard      |
| 2020 2021 | nicht ausgetragen              | nicht ausgetragen          | nicht ausgetragen                              | nicht ausgetragen                                    | nicht ausgetragen                              |
| 2022 (IS) | Justin Hoh                     | Navya Kanderi              | Nicholas Raj Tushar Suveer                     | Ong Xin Yee Carmen Ting                              | Mayank Rana Nardhana Ravishankar               |
| 2022 (GP) | Muhammad Halim As Sidiq        | Sarunrak Vitidsarn         | Choi Jian Sheng Jeremy GoontingG               | Vennala Kalagotla Shriyanshi Valishetty              | Divyam Arora Ridhi Kaur Toor                   |
| 2023 (IS) | Lokesh Parasa                  | Tanvi Sharma               | Nicholas Raj Tushar Suveer                     | Naphachanok Utsanon Sabrina Sophita Wedler           | Sathwik Reddy Kanapuram Vaishnavi Khadekar     |
| 2023 (GP) | Denis Azzarya                  | Tara Shah                  | Bhargav Ram Arigela Viswa Tej Gobburu          | Vennala Kalagotla Shriyanshi Valishetty              | Pannawat Jamtubtim Naphachanok Utsanon         |
| 2024 (IS) | Rounak Chouhan                 | Thalita Ramadhani Wiryawan | Huang Hong-yu Huang Yan-bin                    | Taarini Suri Shravani Walekar                        | Bhavya Chhabra Taarini Suri                    |
| 2024 (GP) | Chiang Tzu-chieh               | Surya Charisma Tamiri      | Bhargav Ram Arigela Viswa Tej Gobburu          | Taarini Suri Shravani Walekar                        | Bhargav Ram Arigela Vennala Kalagotla          |